# Nonantola
Nonantola és un municipi italià, situat a la regió d'Emília-Romanya i a la província de Mòdena. L'any 2005 tenia 14.022 habitants.